# Marcel Desoutter
André Marcel Desoutter (31 janvier 1894 - 13 avril 1952) était un aviateur anglais, qui a perdu une jambe dans un accident de vol et qui a ensuite eu une brillante carrière dans l'industrie aéronautique.

## Enfance
Desoutter a été l'un des six enfants de Louis Albert Desoutter, horloger français immigrant, et Philomène Duret. Ainsi que ses quatre frères, René, Charles, Louis et Robert, Marcel a reçu une formation d'horloger.

## Carrière dans l'aviation
Il a appris à voler avec la Société Blériot dans leurs atelier de Hendon (en), il a passé les épreuves de vol à l'âge de 17 ans, mais n'a pas pu recevoir sa licence avant d'avoir 18 ans, recevant le certificat d'Aviateur (en) no 186 du Royal Aero Club  le 27 février 1912. Il devint pilote instructeur, d'essai et de démonstration.
L'accident de Desoutter est survenu lors au meeting aérien de Londres qui se tenait sur l'aérodrome d'Hendon à Pâques 1913, alors qu'il pilotait son 50-h.p.Gnome-Blériot XI l'après-midi du 23 mars, le manche lui a glissé des mains et le Blériot plongé au sol au bord de l'aérodrome. La jambe de Desoutter  était mal en point, et a dû être amputée plus tard au-dessus du genou.
Il était appareillé d'une jambe de bois standard, mais son jeune frère Charles a utilisé sa connaissance des matériaux d'aéronef pour concevoir une nouvelle jambe articulée en alliage duralumin de la moitié du poids, avec laquelle il a pu reprendre l'avion.
En 1914, ils créent ensemble une société : Desoutter Brothers Limited, au 73 Baker Street, Londres, pour la fabrication de jambes. La société grossit considérablement pendant et après la Première Guerre mondiale et  déménage à The Hyde, Hendon en 1924, où elle produit à la fois des membres artificiels et des outils portables pneumatiques Desoutter Tools un développement initialement considéré comme marginal.
Marcel épouse Margaret F. Rust en 1918, ils eurent trois enfants.
Marcel Desoutter a quitté l'entreprise en 1928 et a créé la Desoutter Aircraft Company (en) Ltd à Croydon pour construire le Koolhoven FK41 monoplan Hollandais de trois places, il le renommera Desoutter I. 41 appareils de ce type et de son amélioration Desoutter II seront produits, mais les affaires retombent quand son principal client National Flying Services de London Air Park (en), Hanworth, est mis en liquidation.
En 1935 Desoutter est devenu associé de Morris Jackaman dans Airports, Ltd., Qui avait été mis en place pour développer les aéroports et aérodromes de Gravesend (en)  et de Gatwick, et il était encore directeur de la compagnie quand il est mort à son domicile à Horley, Surrey, le 13 avril 1952.